# 伊号第五十六潜水艦
伊号第五十六潜水艦（いごうだいごじゅうろくせんすいかん、旧字体：伊號第五十六潜水艦）は、日本海軍の潜水艦。伊五十四型潜水艦（乙型改2潜水艦）の2番艦。艦名としては二代目。

## 艦歴
1941年（昭和16年）の昭和17年度計画（マル追計画）で建造が計画され、横須賀海軍工廠で1942年9月29日起工、1943年6月30日進水、1944年6月8日に竣工した。呉鎮守府籍となり、訓練部隊の第六艦隊第11潜水戦隊に編入され、訓練に従事。
1944年9月20日に第15潜水隊に編入。10月15日、「伊56」は呉を出港し、フィリピン東方に進出。10月24日、米輸送船団へ向け魚雷3本を発射し、米戦車揚陸艇「LST-695 (USS LST-695) 」を撃破した。10月25日22時34分、レイテ島南東150浬地点付近で、空母4隻を中心とした米機動部隊を発見し、魚雷5本を発射。50秒後、3つの爆発音を聴取した。日米の公式記録では、護衛空母「サンティー (USS Santee, CVE-29) 」に対し特攻機と共同攻撃により撃破したとされる。しかし、両軍の時間的な照合では「サンティー」の僚艦である「ペトロフ・ベイ (USS Petrof Bay, CVE-80) 」に対しての攻撃であり魚雷命中はなかった、との可能性が指摘されている。この攻撃で魚雷残数が3本になったため、「伊56」は帰投命令を受けとる。10月26日、浮上中に昨日攻撃した機動部隊を護衛する護衛駆逐艦「クールボー(USS Coolbaugh, DE-217) 」の爆雷攻撃を受けたため、深度140mへ急速潜航して退避した。再浮上後、「クールボー」より発射されたヘッジホッグ対潜迫撃砲の不発弾体が飛行機格納筒横の甲板に残留していたものを捕獲し、日本軍はアメリカ軍の対潜兵器についての情報を得ることができた。11月4日、「伊56」は呉に帰港した。その後、12月上旬より回天の発射訓練などに従事する。
12月21日、回天特別攻撃隊（金剛隊）として呉を出港、アドミラルティ諸島の米艦隊の攻撃に向かったが、アメリカ軍の警戒が厳重なため回天出撃地点に到達できず、命令により呉に2月3日に帰港。艦長、機関長、航海長、砲術長、分隊士、掌水雷長、軍医長などが転任交代。
1945年3月31日、回天特別攻撃隊（多々良隊）として沖縄方面に向かうべく大津島を出港したのを最後に消息不明。
アメリカ側記録によると、4月5日、久米島付近で米大型上陸支援艇「LCS(L)(3)-115 (USS LCS(L)(3)-115) 」が浮上航走中の潜水艦を発見し、付近を哨戒中の米駆逐艦「ハドソン(USS Hudson, DD-475) 」に通報。0345、「ハドソン」は潜水艦をレーダー探知、接近し、照明弾を発射して照らし出した。すると、潜水艦は急速潜航していき、レーダーの反応が消えた。その後、「ハドソン」は潜水艦をソナー探知したため、6時間にわたって爆雷攻撃6回を行い、潜水艦を撃沈した。これが「伊56」の最期の瞬間であり、艦長の正田啓治少佐以下、回天搭乗員ら12名を含む122名全員が戦死した。沈没地点は久米島沖、北緯26度22分 東経126度30分 / 北緯26.367度 東経126.500度。
5月2日、沖縄方面で喪失と認定、6月10日に除籍された。
撃破総数は1隻、撃破トン数は1,625トンである。

## 兵装
- 22号電探1基、逆探1基を新造時より装備、竣工時期が遅かったため航空機の搭載は無いと思われる。
- 1944年11月に回天搭載工事を実施、後甲板の14cm砲を撤去し回天4基を搭載する。
- 1945年3月の出発前には航空機搭載設備（格納筒、射出機、クレーン）を撤去、前甲板に回天2基を搭載し、合計6基搭載となった。他艦の状況から13号電探も装備と推定される。

## 歴代艦長
※『艦長たちの軍艦史』415頁による。

### 艦長
1. 森永正彦 少佐：1944年6月8日 -
2. 正田啓治 少佐：1945年2月1日 - 4月5日戦死